# Beinn Heasgarnich
Beinn Heasgarnich är ett berg i Storbritannien.   Det ligger i kommunen Perth and Kinross och riksdelen Skottland, i den nordvästra delen av landet, 600 km nordväst om huvudstaden London. Toppen på Beinn Heasgarnich är 1 075 meter över havet.
Terrängen runt Beinn Heasgarnich är huvudsakligen kuperad.Runt Beinn Heasgarnich är det mycket glesbefolkat, med 4 invånare per kvadratkilometer. Närmaste större samhälle är Killin, 15,8 km öster om Beinn Heasgarnich. Trakten runt Beinn Heasgarnich består i huvudsak av gräsmarker.